# Pseudemys alabamensis
Pseudemys alabamensis hay rùa bụng đỏ Alabama là một loài rùa trong họ Emydidae. Loài này được Baur mô tả khoa học đầu tiên năm 1893.

## Hình ảnh

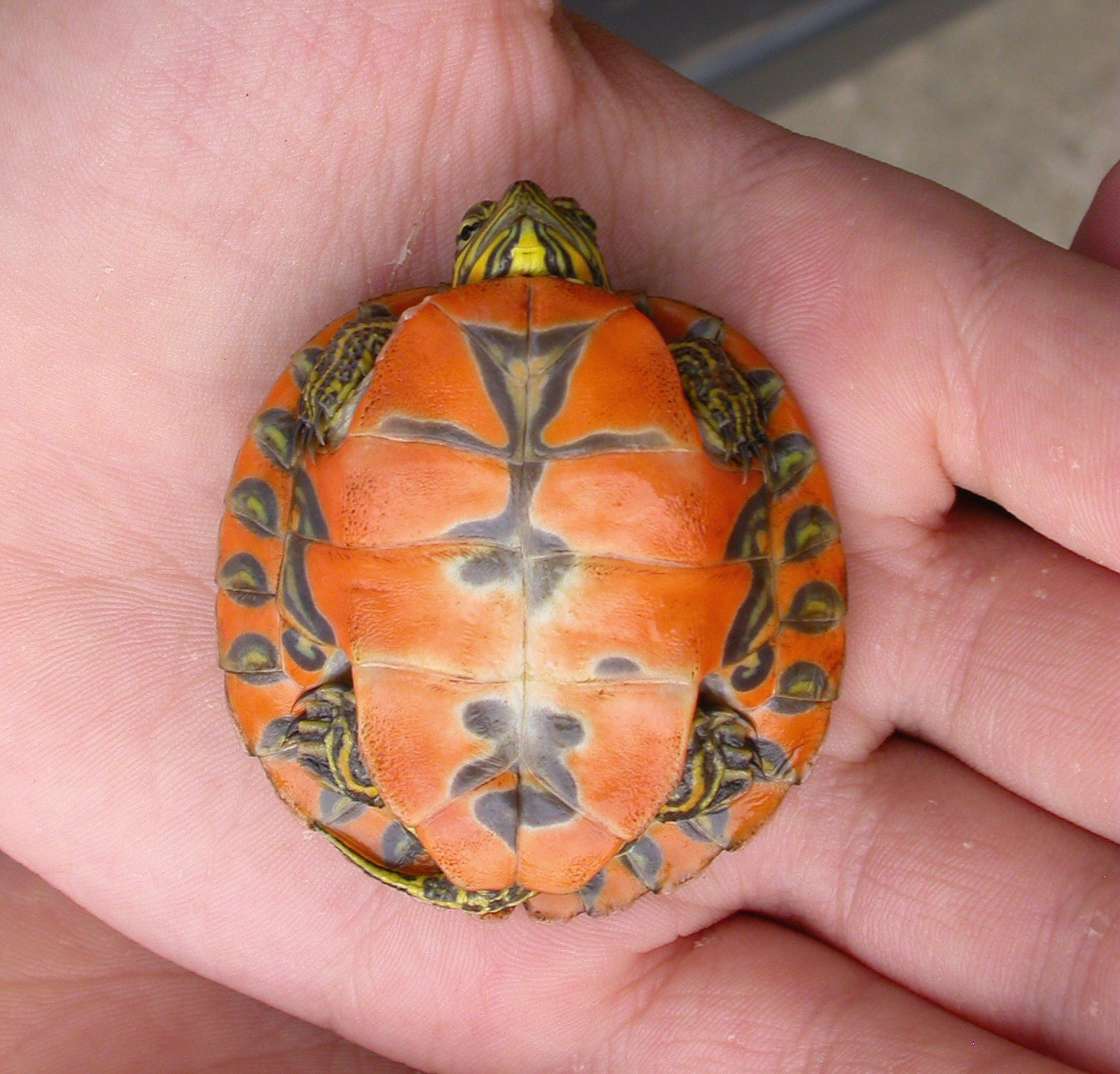
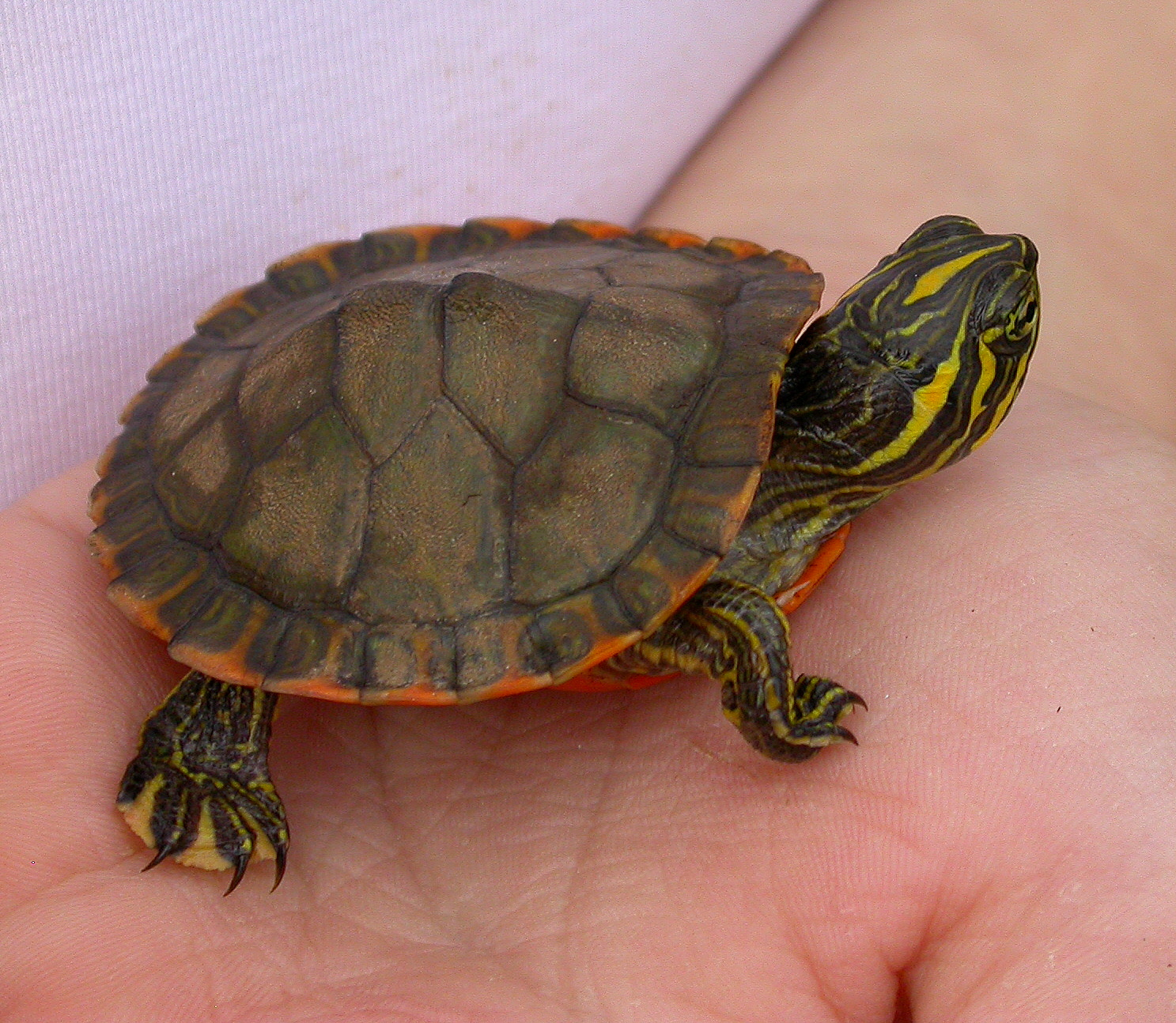
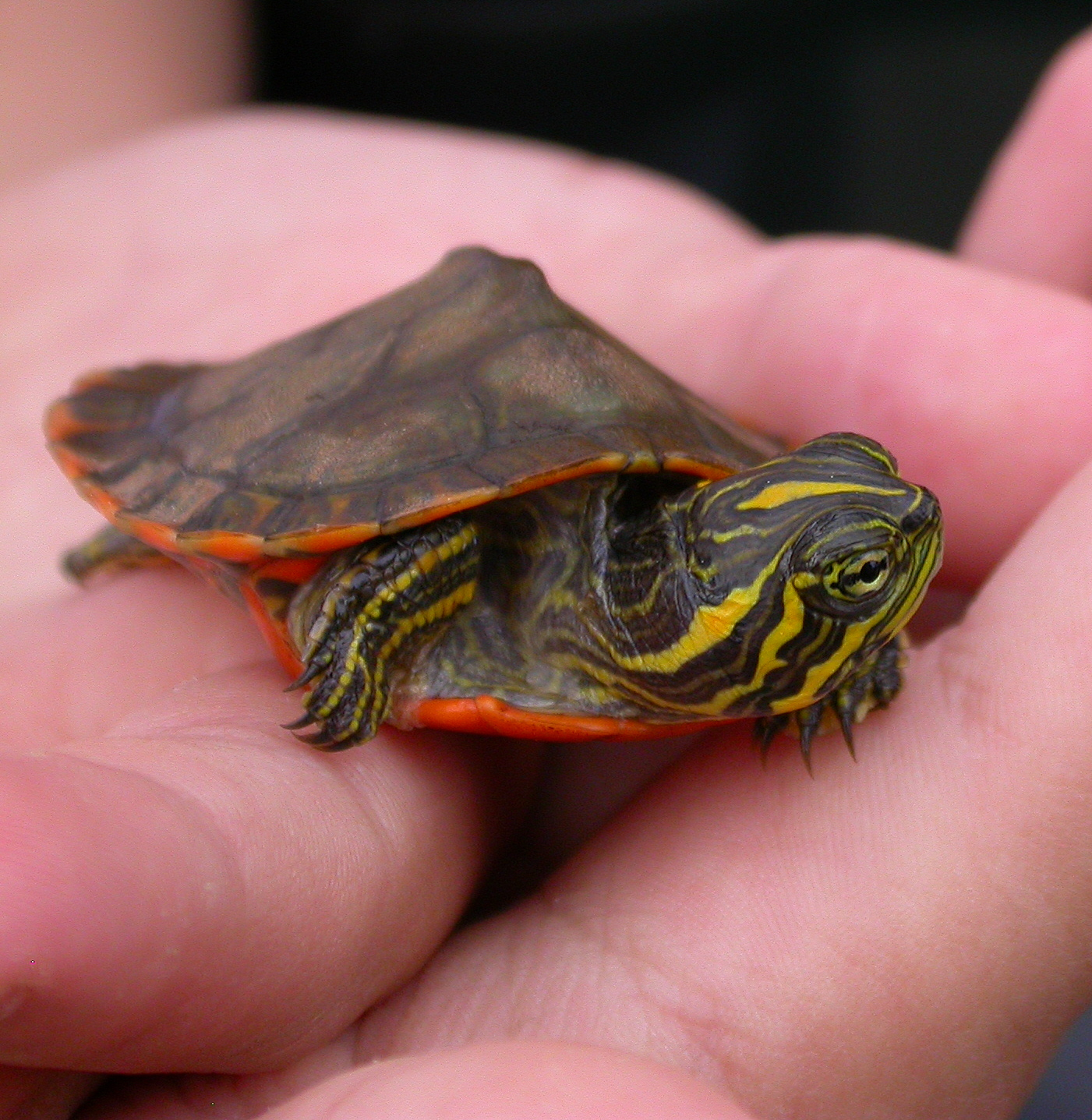
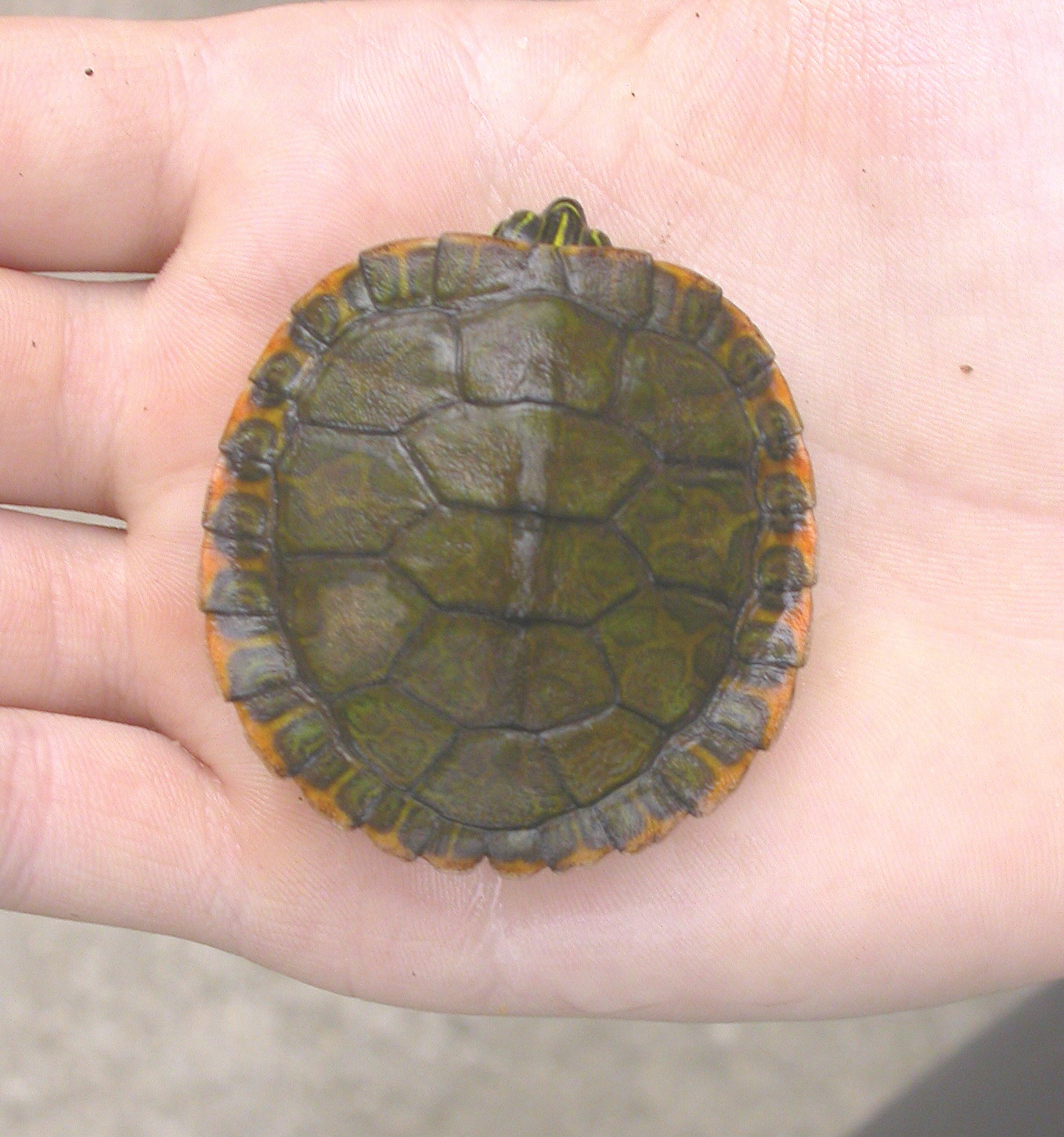